# 233893 Honthyhanna
233893 Honthyhanna este o planetă minoră (asteroid), cu un diametru de 5,209 km, din Outer Main Belt⁠(d). A fost descoperită pe 21 decembrie 2008 la Piszkéstetői Obszervatórium⁠(d) de Krisztián Sárneczky⁠(d). 
Obiectul prezintă o orbită caracterizată de o semiaxă mare de 3,9596328884476 UAi, o excentricitate de 0,22, o înclinație de 3,5 ° în raport cu ecliptica.